# Marco Paixão
Marco Filipe Lopes Paixão (n. Sesimbra, Portugal, 19 de septiembre de 1984) es un futbolista portugués que juega de delantero para el Bandırmaspor de la TFF Primera División de Turquía.

## Clubes
| Club                         | País            | Año         |
| ---------------------------- | --------------- | ----------- |
| Grupo Desportivo Sesimbra    | Portugal        | 2003 - 2005 |
| Porto B                      | Portugal        | 2005 - 2006 |
| CD Guijuelo                  | España          | 2006 - 2007 |
| Logroñés CF                  | España          | 2007 - 2008 |
| Cultural y Deportiva Leonesa | España          | 2008 - 2009 |
| Hamilton Academical          | Escocia         | 2009 - 2011 |
| Naft Tehran FC               | Irán            | 2012        |
| Ethnikos Achnas              | Chipre          | 2012 - 2013 |
| Śląsk Wrocław                | Polonia         | 2013 - 2015 |
| Athletic Club Sparta Praga   | República Checa | 2015        |
| Lechia Gdańsk                | Polonia         | 2016 - 2018 |
| Altay Spor Kulübü            | Turquía         | 2018 -      |

## Palmarés
Lechia Gdańsk:
- Máximo goleador de la Ekstraklasa en latemporada 2016/17.